# Брик (место)
Брик (њем. Brück) град је у њемачкој савезној држави Бранденбург. Једно је од 38 општинских средишта округа Потсдам-Мителмарк. Према процјени из 2010. у граду је живјело 3.629 становника. Посједује регионалну шифру (AGS) 12069076.

## Географски и демографски подаци
Брик се налази у савезној држави Бранденбург у округу Потсдам-Мителмарк. Град се налази на надморској висини од 44 метра. Површина општине износи 85,7 km². У самом граду је, према процјени из 2010. године, живјело 3.629 становника. Просјечна густина становништва износи 42 становника/km².